# حملاج

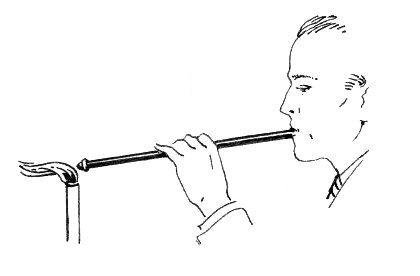
حملاج يدوي

يشير مصطلح الحِمْلَاج (الجمع: حَمَالِيج) إلى إحدى الأدوات العديدة المستخدمة لتوجيه تدفقات الغازات إلى أي من وسائط العمل المتعددة.

## حماليج للمشاعل

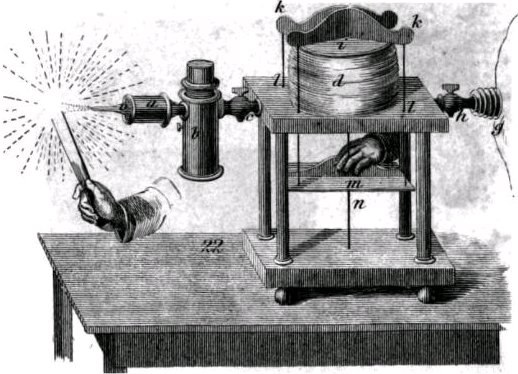
رسم تخطيطي للحملاج الذي يعمل بالكير، يعود إلى حوالي عام 1827، من أطروحة عملية حول استخدام الحملاج (A Practical Treatise on the Use of the Blowpipe)

إذا تم توجيه تدفق أو نفث الهواء عبر اللهب ، يتم تحسين خلط هواء الوقود ويكون النفث الخارج من اللهب شديدة السخونة. استخدم المجوهراتيون ونافخو الزجاج الذين يعملون في صناعة الزجاج الحملاج منذ العصور القديمة، حيث يتم تشغيل اللفح بواسطة رئتي المستخدم. بالنسبة للأعمال الصغيرة، يمكن استخدام الحملاج الفموي مع لهب شمعة أو مصباح كحولي، بالتقنيات الراسخة لتطبيق الأكسدة وتقليل اللهب على قطعة العمل أو العينة. بدءًا من أواخر القرن الثامن عشر، تم تشغيل الحماليج بواسطة آليات، في البداية المثانة والأكيار، ولكن الآن أصبحت المنافيخ الآلية والضواغط وأسطوانات الغاز المضغوط شائعة. في حين أن نفخ الهواء فعال، ينتج نفخ الأكسجين درجات حرارة أعلى، ومن العملي أيضًا عكس دور الغازات ونفخ الوقود في الهواء. يمكن اعتبار مشاعل اللحام المعاصرة ومشاعل اللحام بالوقود الأكسجيني والقطع من التطورات الحديثة للحملاج.